# Адан, Жак
Жак Адан (фр. Jacques Adam; 1663, Вандом — 12 ноября 1735, Париж) — французский литератор и переводчик, член Французской академии.

## Биография
Получил хорошее образование у ораторианцев в Вандоме; в 14 лет перебрался в Париж, где помогал аббату Флёри в исторических изысканиях и участвовал в работе над его монументальной «Церковной историей». Стал воспитателем принца Конти, затем его сына. Благодаря протекции этого семейства Адан, не имевший особых заслуг и литературных сочинений, был 30 сентября 1723 избран в состав академии, и принят 2 декабря в академики аббатом Рокеттом.
Владевший греческим и еврейским языками, Адан перевёл на французский Афинея, а также издал греческий оригинал. В 1712 году перевел с итальянского Memorie della guerra Раймондо Монтекукколи, поспособствовав популяризации этого сочинения в Европе.
Д'Аламбер говорил о нём:

Адан был, по-правде, одним из тех академиков, что не могли украсить Компанию в глазах публики на наших торжественных ассамблеях, но были необходимы на наших внутренних сеансах, чтобы поддержать и укрепить нашу работу, благодаря обширности и разнообразию их познаний. Этот класс наших собратьев служит среди нас почти как класс земледельцев в государстве, кормит и снабжает всех остальных; он играет не самую блестящую роль, но он выполняет самую полезную для нас роль.— Tyrtée Tastet. Histoire des quarante fauteuils de l'Académie française depuis la fondation jusqu'à nos jours, 1635—1855, volume III, 1855, p. 528